# Гела
Вижте пояснителната страница за други значения на Гела.
Гела̀ (до 1900 г. е било към село Широка лъка) е село в Южна България. То се намира в община Смолян, област Смолян.

## География
Село Гела се намира в сърцето на Родопите, в Переликския дял на планината. Разположено е на 1400-1500 метра надморска височина, в подножието на вр. Карлък и втория по височина връх в Родопите – Орфей (2188 м). Намира се на 5 км от  с. Широка лъка, 15 километра от Пампорово и на 38 км от общинския център гр. Смолян. Най-близките села са Солища (до него стига 9-километров път) и Стикъл.
Село Гела се състои от Горно Гела и Долно Гела според местните жители и има седем махали: Груевската махала, Заевите, Каврошиловата махала и др.
Наблизо са  и хижа Перелик, връх Голям Перелик (2191 m), връх Малък Перелик (2147 m), връх Шилестата чука (2180 m), връх Орфей (2188 m) и връх Чаева чука (1922 m).
На 7 км западно от селото в долината на „Горски дол” се намира и пещерата Ледницата. Дълга е повече от 1 525 м, дълбока 242 м и е петата по дълбочина в България. Не е благоустроена и не е открита за масови посещения, достъпни са и то само с професионален придружител Името на пещерата идва от това, че през по-голямата част от годината стените на входната и зала са покрити с лед и множество ледени висулки. Легенда разказва ,че погълнала влюбените Алтън Маруда от село Гела и разбойника Калин. 
В околностите на Гела се среща неповторимият ендемит Орфеево цвете (родопски силивряк) остатък от ледниковия период и единственото в света, което изпада в анабиоза (мнима смърт) и след много години може да се възстанови и разцъфне отново.  Древните траки са знаели неговите качества и му приписвали тайната на безсмъртието, а Орфей в книгата си "Магическа ботаника" ги известил на света. Образът му в древността е бил изсичан върху монети. Подобни две монети са открити в Пловдив и цветето е напълно идентично на изображението. Легенда разказва, че когато бог Дионис заповядал да убият митичният певец Орфей и го разкъсали, из под  всяка негова капка кръв се родило светлолилавото красиво цвете, което нарекли орфеево. Село Гела е сред малкото му местообитания.  

## История
Село Гела е едно от най - древните селища на Родопа планина. Основаването на селото се губи в древността, но се знае, че е основано от траките. По археологически данни е документиран живот в селото през 13 в. пр.н.е - векът на Орфей. В селото все още са съхранени следи от древни римски пътища, свързвали егейските градове с горнотракийската низина. Името  му се споменава в ранните старогръцки писмени паметници, като родно място на легендарния музикант Орфей и като светилище на Дионисий. Също така се счита, че Орфей е търсил Евридика именно по тези земи и слязъл да я търси в близката пещера Дяволското гърло.
През 1907 г. Георги Трендафилов от село Гела донесъл в селото книжка календар, в която се казвало (според устни предания), че преди 464 години в Родопите е имало голям манастир. В нея се разказвало , че През един есенен ден, при продължително биене на камбаната, за да се съберат хората от околните села в манастира, дошли еничарите заедно с вожда си, за да вземат ежегодния кръвен данък. Главатарят, който бил взет някога от този манастир, посегнал да вземе едно мъжко дете, но игуменът на манастира Агапий му викнал: „– Ти на сестра си ли намери да вземеш детето? Ей в тази света купел съм кръстил и тебе.“ Обиден от това, че бил открит произходът му, предводителят на еничарите издал заповед манастирът да бъде изгорен и разрушен. Така прекратил съществуването си този християнски храм в Западните Родопи, а жителите му били изклани. Столетия след това тези красиви места били лишени от човешко присъствие до първите нови заселници.

## Археология
Многобройните археологични находки са запечатали древната история на село Гела. От 1897 до 1910 година в селото са били открити много ценни находки. През 1897 г. Стою Балабанов открива отвесен гроб. а вътре в него - кръст, жезъл икони и добре запазен епатрахил. На 15 м западно от този гроб били разкрити църква и гроб с каменна плоча. През 1905 г. Георги Трендафилов и Илчо Узунов закупили място за черковище. Когато започнали да копаят те разкрили основите на църква с размери 12 м на 16 м, с 3 олтара на изток, в син цвят отвътре (цветът на небесния и слънчев култ на траките). Заради новостроящата се църква "Св. Троица" се разкриват древни находки и "кости като паяжина, разпадащи се като ги докоснеш". Открива се череп със златна монета в устата (Харонов обол). Монетата е определена от времето на Юстин (518-527 г.). Имало каменна плоча с надписи - на гръцки и латински език. Тя била разчупена и вложена в зидарията на новия храм. При разкопки са открити още древни съдове, много накити, както и кехлибарени мъниста (синци), доказателство за културните връзки на древното население на този край с далечни страни и народи. 

### Ранно-византийска базилика в с. Гела, обявена за паметник на културата с национално значение
В местността Манастира в северозападния край на селото при археологически проучвания, които за първи път се провеждат в периода 1967 – 1971 г. от екип от НАИМ – БАН и ОИМ – Смолян с научен ръководител  проф. Маргарита Ваклинова е разкрита ранновизантийска базилика в с. Гела с трансепт с размери 14,8 × 30 метра, на около 100 м. от сега действащата църква „Св. Троица“. Тя е най-високо разположената (на 1480 метра надм. височина) базилика от този тип в цяла югоизточна Европа, като най-вероятно тя е била част от голям християнски комплекс , издигнат по време на християнизацията на траките беси в началото на V в. след Христа обитавали централните Родопи по онова време. Като доказателства за тези заключения са послужили откритите в процеса на разкопките керамични фрагменти от съдове, части от тухли и керемиди, фрагменти от прозоречно стъкло, части от стъклени чашки и кандила, железни гвоздеи с различна големина, части от крепежни елементи – халки, резета, скоби, както и един меден женски пръстен с неуточнена датировка. Разполагала с два входа. Вероятно е имала прозорци, тъй като са открити голямо количество фрагменти от стъкло – тънко и право. Подът е бил покрит с плочи, а покривът най-вероятно е бил дървена конструкция, покрита с керемиди. На междинната тераса между двете църковни постройки през 1967-1971 година са открити стени от голяма, богато украсена представителна сграда – вероятно епископска резиденция, пряко свързана с базиликата. Северно от нея е разположен голям некропол (с площ над 200 декара). Особен интерес представляват двата открити гроба, както и следите от огромна представителна сграда с богата украса. За съжаление през годините гробовете са били плячкосани от иманяри, но според местните в единия от тях е намерена златна византийска монета, положена в устата на череп. Вероятно през втората половина на VІ в. при нашествията на славяните авари базиликата е опожарена. След това тя не е била възстановена на същото място.Ранно-византийската базилика в с. Гела местност Манастира е обявена за недвижима културна ценност и национален археологически паметник на културата.

### Тракийска крепост Градището
Останки от тракийска крепост "Градище", с най-голямата надморска височина от този вид проучвани до сега, са намерени в едноименната местност и са изследвани от историкът и археолог Никола Дамянов (1936г-2021 г.). Тракийската крепост Градище се намира в едноименната местност, на 3.5 км югозападно от село Гела. Разположена е на скален рид с надморска височина 1850 м, северно от връх Шилестата чука. Тя е най-добре запазената крепост в Родопите на такава височина, но е трудно достъпна. Археологическите проучвания показват, че тя просъществуват до ІІ-ІІІ в., т.е. и след завладяването на планината от Римската империя през І век, населявана сезонно от XI в. пр.Хр. до II в. сл.Хр. и е отбранявала централния високопланински път от Солун към Тракия. Издигната е чрез суха зидария до 2,50-3 м височина, има форма на елипса с дължина около 120 м и ширина е 3,20-3,50 м. От източната страна има скална 100-150 метрова пропаст. Крепостната стена е изградена по северния, западния и южния склон на рида.  
Край параклиса „Св. Илия”, при разкопки са разкрити древни тракийски могили. Открито е масово погребение на над 20 траки, за което археолозите твърдят, че е ритуално погребение на знатен тракийски вожд, убит със семейството си и своите слуги, които са погребани наредени седнали или коленичили около него, като пирамида и затрупани с камъни. Открит е и бронзов пръстен с елипсовидна плочка, с изображение на човек в поза, подобна на тази от погребението. В разкритите гробове са намерени керамични съдове, обеци, вретена, накити, кехлибарени мъниста. Много важна е находката на пръстен с плочка на делфин, който прави асоциация с известното светилище Делфи в Древна Гърция. Именно тази находка дава сериозни основания да се вярва, че митичният певец Орфей е родом от тези земи. 
Край Гела в близост до местността Ломът са отрити останки от древен римски път. Старият път, чийто следи се виждат навсякъде в този район, е тръгнал от стария Филипополис, и е вървял през Бяла Черква, Персенк, Тъмръш, Широка лъка и към Гърция. Този път е бил условие за заселване на племената по тези места.  
В близост до светилищният връх Турлата е открита скална рисунка на мъж  в цял ръст и две бягащи животни, всички обърнати на юг.
През 1936 г. бил  разкрит гроб, в който се твърди, е бил положен последният патриарх на Втората българска държава (1187 г. – 1396 г.), а именно Патриарх Евтимий Търновски(Български). В него са намерени златна корона и жезъл (около 50 см), който имал на златната си дръжка две змии от слонова кост. Това показва, че гробът е принадлежал на висш църковен сановник. Короната е била предадена на екзарх Стефан, а жезълът за съжаление не е оцелял до днешно време.  

## Религии
Населението на селото е изцяло християнско. Исторически данни сочат, че християнството се е утвърдило в средните Родопи три века преди покръстването на България (865г) и близо пет века преди Киевска Рус (988г.).
След падането на българските земи под османска власт християните по тези земи са се борили за вярата си и са съумели да я запазят.
В Гела има два православни храма, „Рождество Богородично”, построена от местното население през 1902 година и „Света Троица“. Извън селото се намират още действащи параклиси: „Възнесение Господне”, „Св. Георги”, „Св. Марина” и „12-те Апостоли”. и др. 
Храмът „Св. Троица“ е построен  на мястото на съществувал някога манастирски комплекс. През 1905 година Георги Д. Трендафилов и Илчо С. Узунски от село Гела закупили място за черковище от Стоян К. Узунски – Сирачето, на което построили дървен параклис. След години, религиозната ревност заразила човек след човека и обхванала всички жители от селото, които в желанието да направят по-траен храм, плъзнали около параклиса да копаят камъни за новата църква. В близост на изградения параклис имало израснали трева и камъни. Там селяните започнали да копаят и за голямо тяхно учудване още при първите копки открили стари зидове с хубави дялани камъни, останки от стара църква с 3 олтара. Това окуражило селяните и те с още по-голямо желание заработили за изграждането на новата църква. Тъкмо тук в основите на триолтарната старинна църква през 1910 година, майсторите Тодор Н. Пихтев, Васил Георгиев Пеевски, Тасо Каврошилов, Дафо Трендафилов, Тодор Николов Канински, Георги Беев, започнали постройката на новата църква, която по предание нарекли „Св. Троица“. Съграждането му започва през 1905 година, а е завършено след войните през 1915 година до останките на изгорения през 1540 г. от турците до основи ранно-християнски Гелски манастир. 

## Културни забележителности
- Паметник-чешма в памет нa майсторите- гайдари, живели през 19 и 20 век в смолянското село Гела, с които селото е било известно. През 2016 година Сдружение “Родопски хайдути“ и Гайдарски състав “Πeтĸo Boeвoдa“ организират изграждането на паметна чешма. C този жест инициаторите на градежа искат да засвидетелстват уважение и почит към доайените на родопската ĸaбa гайда, които историята помни и до днес.

Седемнайсетте родопски майстори на традиционния инструмент са оставили трайна следа в българският фолклор и гайдарско изкуство и са увековечени на плочата на чешмата:
1. Hиĸoлa Macypcĸи (?-?)
2. Aтaнac Aнacтacoв Джиджoв 12.07.1875 г – 14.10.1964 г .
3. Ивaн Aнacтacoв Джиджoв (?-?)
4. Cтoил Eнeв Koнcyлoв (28.04.1881 г – 12.12.1965 г )
5. Kpъcтьo Toмoв Capийcĸи (20.05.1882 г – 26.07.1963 г)
6. Чoĸa Гeopгиeвa Πeeвcĸa (1876-1920 г.)
7. Cтoил Mиxaлeв Ceдянĸoв (08.01.1876 г – 27.01.1949 г)
8. Гaньo Cтoянoв Гaничeв (28.02.1903 г – 27.01.1973 г)
9. Aнгeл Toдopoв Πeлтeĸoв ( 01.04.1904 г – 09.04.1964 г)
10. Mиxaл Cтoилoв Ceдянĸoв (02.03.1907 г – 07.10.1984 г)
11. Cтoю Димoв Maйcтopoв (07.01.1907 г – 16.02.1964 г)
12. Димo Илиeв Mapинcĸи (22.10.1909 г – 28.02.1998 г)
13. Bacил Лaзapoв Узyнoв (29.04.1915 г – 21.05.1996 г)
14. Mиxaил Гeopгиeв Kaлфoв (18.01.1917 г – 20.01.1997 г)
15. Дaфo Maнoлoв Tpeндaфилoв (28.02.1919 г – 04.12.2010 г)
16. Aнacтac Aндoнoв Kapaивaнoв (23.09.1923 г – 19.12.2012 г)
17. Maнoл Cтaйĸoв Πeлтeĸoв (11.07.1943 г – 27.08.1993 г)

- Фолклорен ансамбъл „Манол Радичев". Рождената му дата е 19 януари 1953 година, като започва дейността си като самодеен танцов състав, изпълняващ автентичен фолклор. Негов основател и ръководител е Манол Радичев – местен учител, патриот, родолюбив българин. След кончината му, фолклорната група приема името му за патрон. Ансамбъл „Манол Радичев“ – село Гела, изпълнява в най-чист вид музикално-танцови постановки от местния фолклор. Той участва във всички музикални фестивали на художествената самодейност – в съборите за народното творчество в Копривщица и Рожен. Много са наградите, с които се гордеят самодейците от състава:
- 1965 г. – Златен медал – I Републиканска спартакиада в КопривщицаАнсамбъл „Манол Радичев“ на турне в Германия1974 г. – Златен медал – IV Републикански фестивал на художествената самодейност
- 1976 г. – Златен медал – II Републикански фестивал, III Национален събор в Копривщица.
- 1979 г. – Орден Кирил и Методий III степен
- 1981 г. – Златен медал – IV Национален събор в Копривщица
- 1984 г. – Златен медал – IV Републикански фестивал на художествената самодейност
- 1985 г. – Голямата награда (Златната брадва) в Закопане – Международен фолклорен фестивал
- 1986 г. – Златен медал – V Национален събор в Копривщица
- 2004 г. – Второ място за ансамблово изпълнение и трети места за инструментално изпълнение и солово пеене в Ланголен, Великобритания – Международен фолклорен фестивал
- 2007 г. – Ансамбълът е почетен гост на Международния фестивал „Варненско лято“
- 2008 г. – Първа награда на Фолклорния фестивал в град Неделино
- 2011 г. – Първа награда на фолклорния фестивал „Песни и танци без граници“ в град Свиленград

## Редовни събития
Съборът на селото се провежда всяка година през първите събота и неделя на месец август  на поляните до параклис „Свети Илия“. По време на събора има и Национално надсвирване с гайди. 
През двата дни на събора – 2 и 3 август 2008 г., е имало около 12 хиляди посетители.
През 2007 година поради дъждовното и студено време фестивалът не се провежда.

## Личности
- Манол Михов Радичев (1928 – 1998) – просветен деец, общественик, създател и първи художествен ръководител на Самодейния фолклорен ансамбъл към читалище „Съзнание“ – село Гела
- Стайко Стоилов Пищалов (1928 – 2008) – професор маркшайдер, преподавател във Висшия минно-геоложки институт
- Михаил Калфов (бай Халю) (1917 – 1997) – гайдар виртуоз, дългогодишен преподавател по гайда в СМУ – село Широка лъка
- Дафо Трендафилов (бай Дафо) (1919 – 2010) – емблематичен майстор гайдар, преподавател, благодарение на когото са построили музикалното училище в Широка лъка. Свирил е на Тодор Живков и на членовете на Политбюро.
- Анастас Иванов (бай Тасо) (23 септември 1923 – 19 декември 2012) – виртуозен гайдар и един от най-добрите майстори на гайди, съосновател и концертмайстор на прочутия оркестър „Сто каба гайди“, а по-късно и негов ръководител. Един от първите преподаватели на гайда в ДЮФА „Орфей“.
- Калинка Драганова (1950 – 2006) – кметица, прочува се през лятото на 2004 година с това, че не допуска английски туристи в селото. Причината за това е, че по-рано британското посолство отказва да издаде визи за Великобритания на членовете на местния фолклорен ансамбъл. След този протест на певците и музикантите са им издадени визи и те участват на международния фестивал в Ланголен, Уелс, където печелят много награди.
- Филип Райчев Марински (1940-2024)– поет и белетрист, член на Съюза на българските писатели, издал  деветнадесет книги с проза, поезия и публицистика. Дванадесетата му книга „Върхове“ проследява историята на СФА „Манол Радичев“ по повод 60 години от създаването на ансамбъла (19 януари 1953 г.)
- Радка Кушлева – известна родопска певица, израснала в подножието на Карлък, първа изпяла и записала песента „Бела съм, бела, юначе“ – песен, станала химн на Родопите.

## Други
- Носът Гела на остров Ливингстън в Антарктика е наименуван в чест на село Гела.[4]